# Nørre Knudstrup
Nørre Knudstrup is een plaats in de Deense regio Midden-Jutland, gemeente Silkeborg. De plaats telt 227 inwoners (2008).
De kerkelijke gemeenschap van de plaats valt onder de parochie Thorning.